# Baldellia
Baldellia is een geslacht van planten uit de waterweegbreefamilie (Alismataceae). Het geslacht telt drie soorten die in grote delen van Europa en het Middellandse Zeegebied voorkomen, van Ierland en de Canarische Eilanden in het westen tot in Estland en Turkije in het oosten.

## Soorten
- Baldellia alpestris (Coss.) Laínz
- Baldellia ranunculoides (L.) Parl.
- Baldellia repens (Lam.) Ooststr.

... · 
B. alpestris · 
B. ranunculoides · 
B. ranunculoides subsp. ranunculoides (stijve moerasweegbree) · 
B. ranunculoides subsp. repens (kruipende moerasweegbree) · 
B. repens · 
...
Albidella · 
Alisma (Waterweegbree) · 
Baldellia · 
Burnatia · 
Caldesia · 
Damasonium · 
Echinodorus · 
Limnophyton · 
Luronium · 
Ranalisma · 
Sagittaria · 
Wiesneria